# Račički Brijeg
Račički Brijeg – wieś w Chorwacji, w żupanii istryjskiej, w mieście Buzet. W 2011 roku liczyła 51 mieszkańców.